# Mafalda González de Lara

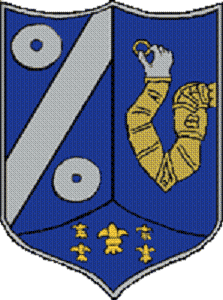
Escudo del Real Señorío de Molina.

Mafalda González de Lara (¿?-1244), hija de Gonzalo Pérez Manrique, tercer señor de Molina y Mesa, y de su esposa, Sancha Gómez de la Casa de Traba, bisnieta de Fernando Pérez de Traba, se convirtió en la IV señora de Molina y Mesa a la muerte de su padre. Fue esposa del infante Alfonso de Molina, hijo de Alfonso IX de León.

## Biografía
Hija de Gonzalo Pérez Manrique, tercer señor de Molina y Mesa, y de su esposa, Sancha Gómez, miembro de la casa de Traba, contrajo matrimonio en el año 1223 con el infante Alfonso de León y luego de Castilla, hijo de Alfonso IX, y de Berenguela de Castilla y hermano de Fernando III el Santo.
En 1222 Fernando III se hallaba enemistado con Gonzalo Pérez Manrique, señor de Molina, a causa de los desmanes cometidos por éste, devastando incluso algunas villas cercanas a Medinaceli con lo que buscaba conseguir el levantamiento de los nobles en su contra y a favor de su padre Alfonso IX.
Ante tales acciones, el rey Fernando que recelaba de la excesiva autonomía que gozaban los señores de Molina, pertenecientes a la familia Lara una de las más poderosas junto a la familia Haro, puso cerco a la fortaleza de Zafra dónde se había ocultado el conde Gonzalo, su séquito y familiares.
Asediado el castillo, Gonzalo hubo de rendirse y aceptar las condiciones que se le imponían
En 1223 el rey Fernando selló con Gonzalo Pérez Manrique un pacto conocido como la "Concordia de Zafra", en cuya negociación tomó parte activa la reina Berenguela de Castilla.

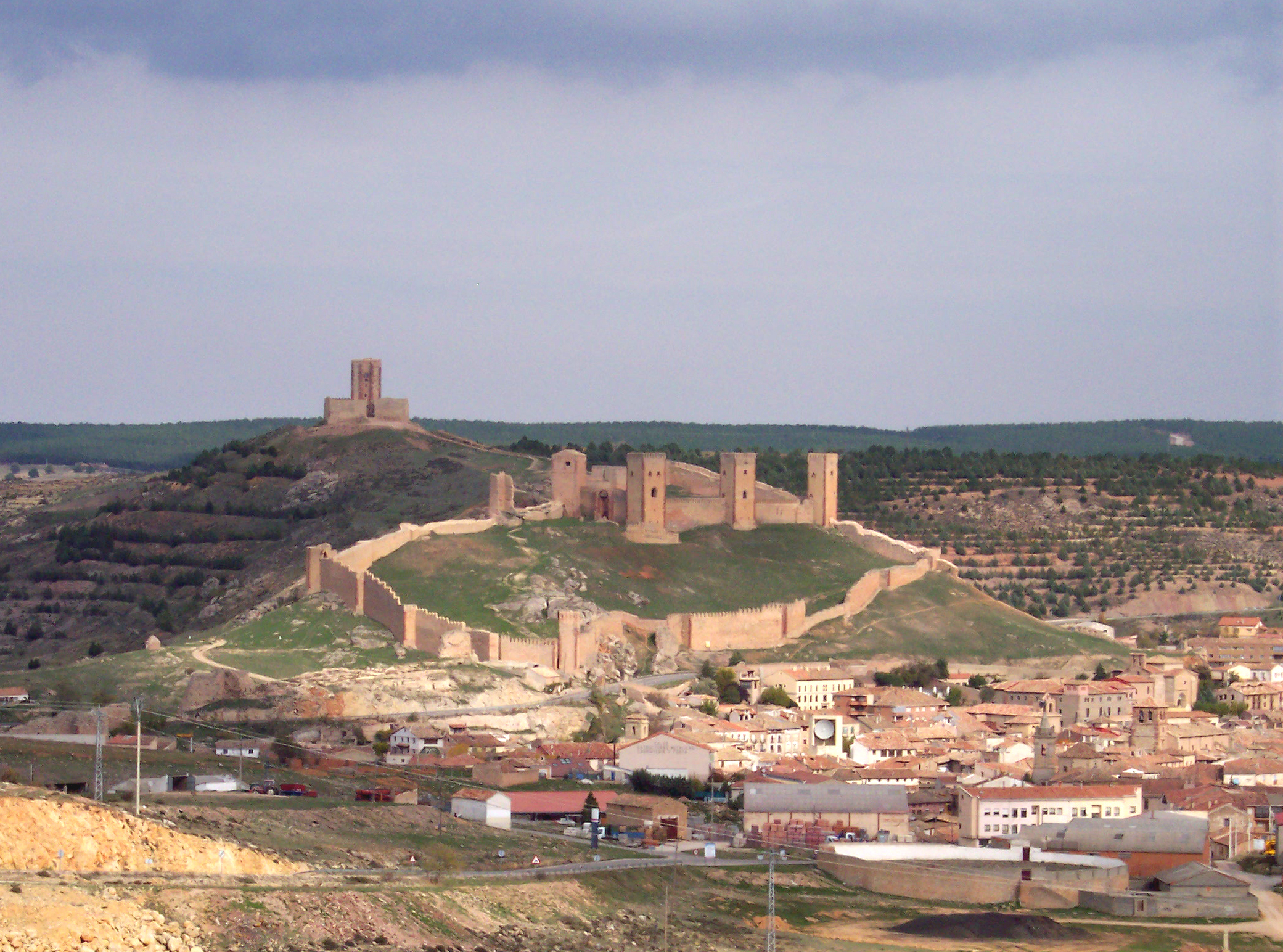
Fotografía de la ciudad de Molina de Aragón, dominada por su fortaleza, cabeza del Real Señorío de Molina.

La primera condición era que su hijo, Pedro Gonzalez "el Desheredado" no recibiría los dominios de su padre en herencia y a la muerte de Gonzalo Manrique el señorío de Molina pasaría a ser propiedad de su hija Mafalda, que contraería matrimonio con el infante Alfonso, con lo que se conseguiría que la Corona de Castilla pudiese tener un mayor control en los asuntos del polémico señorío molinés. La Concordia de Zafra fue el prólogo de la futura anexión del señorío de Molina por el Reino de Castilla.
Al contraer matrimonio en el año 1222 con Mafalda González de Lara, señora de Molina, y una vez fallecido el padre de su esposa, el conde Gonzalo Pérez Manrique, en el año 1239, el infante Alfonso pasó a llamarse señor de Molina y a ser conocido como Alfonso de Molina, gobernando de hecho el señorío durante el resto de sus días; al principio en colaboración con su esposa, pero una vez fallecida esta lo hizo solo, tal como estipulaban los acuerdos matrimoniales firmados con su esposa, en los que se recogía que el Real Señorío de Molina pasaría a Alfonso de Molina y sus sucesores. Durante el gobierno del infante Alfonso y de su esposa se amplió el Fuero de Molina en el año 1240, por estar desfasado en algunos aspectos, algo que volvió a realizarse en 1272 por su hija Blanca Alfonso de Molina que heredó el señorío a la muerte de su padre en 1272. He aquí la descripción que de Blanca Alfonso de Molina realizó el historiador molinés Claro Abanades López: «Era de una belleza no común, valerosa, enérgica, amable, de alma grande y corazón magnánimo, cuidadosa del bienestar de sus súbditos y pendiente en el gobierno de su estado».

## Sepultura
Mafalda, igual que su madre, recibió sepultura bajo las baldosas de la iglesia del monasterio de Santa María de Buenafuente del Sistal, en la provincia de Guadalajara. En el año 1765 fueron exhumados los restos de ambas y colocados en una caja. Posteriormente desaparecieron, hasta que en la pasada década fueron recuperados de nuevo los cadáveres de ambas señoras, y colocadas en una caja que se introdujo en un pequeño nicho ubicado en el muro lateral izquierdo del templo, junto a la puerta de entrada. 

## Matrimonio y descendencia
Fruto de su matrimonio con el infante Alfonso de Molina, hijo de Alfonso IX de León y de la reina Berenguela de Castilla, padres también de Fernando III, nacieron dos hijos:
- Fernando Alfonso de Molina (1242-1250), que murió en la infancia.[5]
- Blanca Alfonso de Molina (1243-Molina de Aragón, 1293),[6] que contrajo matrimonio en 1269 con Alfonso Fernández "el Niño",[4] hijo natural de Alfonso X de Castilla y de Elvira Rodríguez de Villada.